# Panthera leo massaica
El león masái (Panthera leo massaica) es una subespecie de león. Es el depredador máximo de las llanuras del Serengeti, en Tanzania, y el Masái Mara, en Kenia. Los famosos leones devoradores de hombres de Tsavo pertenecían a esta subespecie.

## Distribución
Abarcando la mayor parte del este de África, se extiende desde el sureste de Sudán, pasando por el sur de Etiopía, Somalia, llegando hasta el norte de Zimbabue y Mozambique.

## Descripción
Los leones de Masái son conocidos por una gran variedad de tipos de melena. El desarrollo de la melena está relacionado con la edad. Los machos mayores tienen más extensas melenas que los más jóvenes; las melenas siguen creciendo hasta la edad de cuatro o cinco años, mucho después de que los leones han alcanzado su madurez sexual. Los machos que viven en las tierras altas por encima de 800 m (2600 pies) de altitud desarrollan melenas más pesadas que los leones en las tierras bajas más húmedas y cálidas del este y el norte de Kenia. Algunos tienen tan poca melena que apenas es visible, como en los leones de Tsavo.

## Tamaño
Los leones machos de África Oriental generalmente tienen una longitud de 2,5-3,0 metros (8,2-9,8 pies) de largo, incluyendo la cola. Las leonas son generalmente más pequeñas, solo 2,3 a 2,6 metros (7,5-8,5 pies). El peso de los machos está generalmente entre 145-205 kg (320-452 libras), y las hembras entre 100-165 kg (220-364 libras). Siendo los leones de Tsavo los más pequeños y los del cráter Ngorongoro los más grandes y teniendo este último un promedio de peso por encima de los 200 kg, probablemente sea el felino más grande que existe.
Desde 1991 se hicieron estudios a leones en diferentes zonas del cráter Ngorongoro. Desde entonces se calcularon pesos de más de 230 kg. Craig Parker y sus colegas tomaron medidas en seis leones machos a los cuales se les calculó un promedio de 212 kg y diez machos adultos del Serengeti con un promedio de 182 kg. Incluyen leones de 6,1 a 9,8 años (media 7,6). En 1993 fue cazado en las laderas del Monte Kenia un león macho excepcionalmente grande que alcanzó los 272 kg.

## Galería

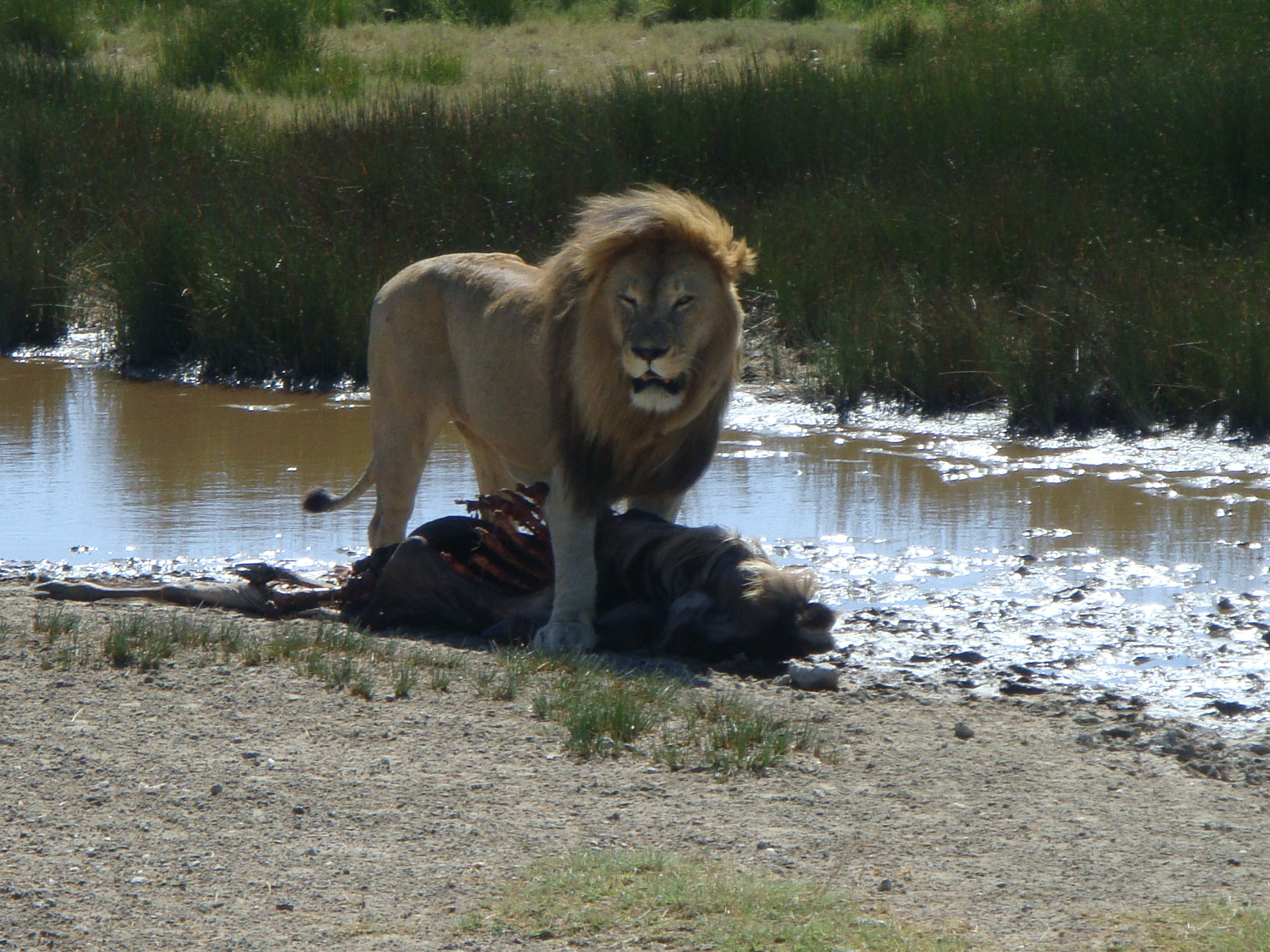
León macho en el Serengueti.
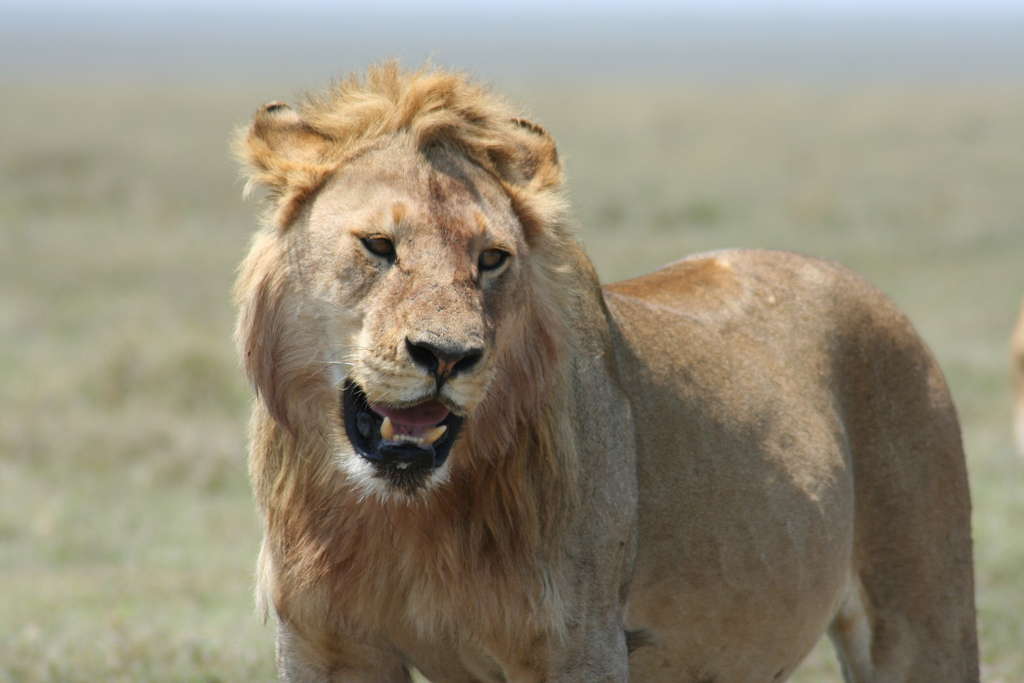
Ejemplar joven del Serengueti.
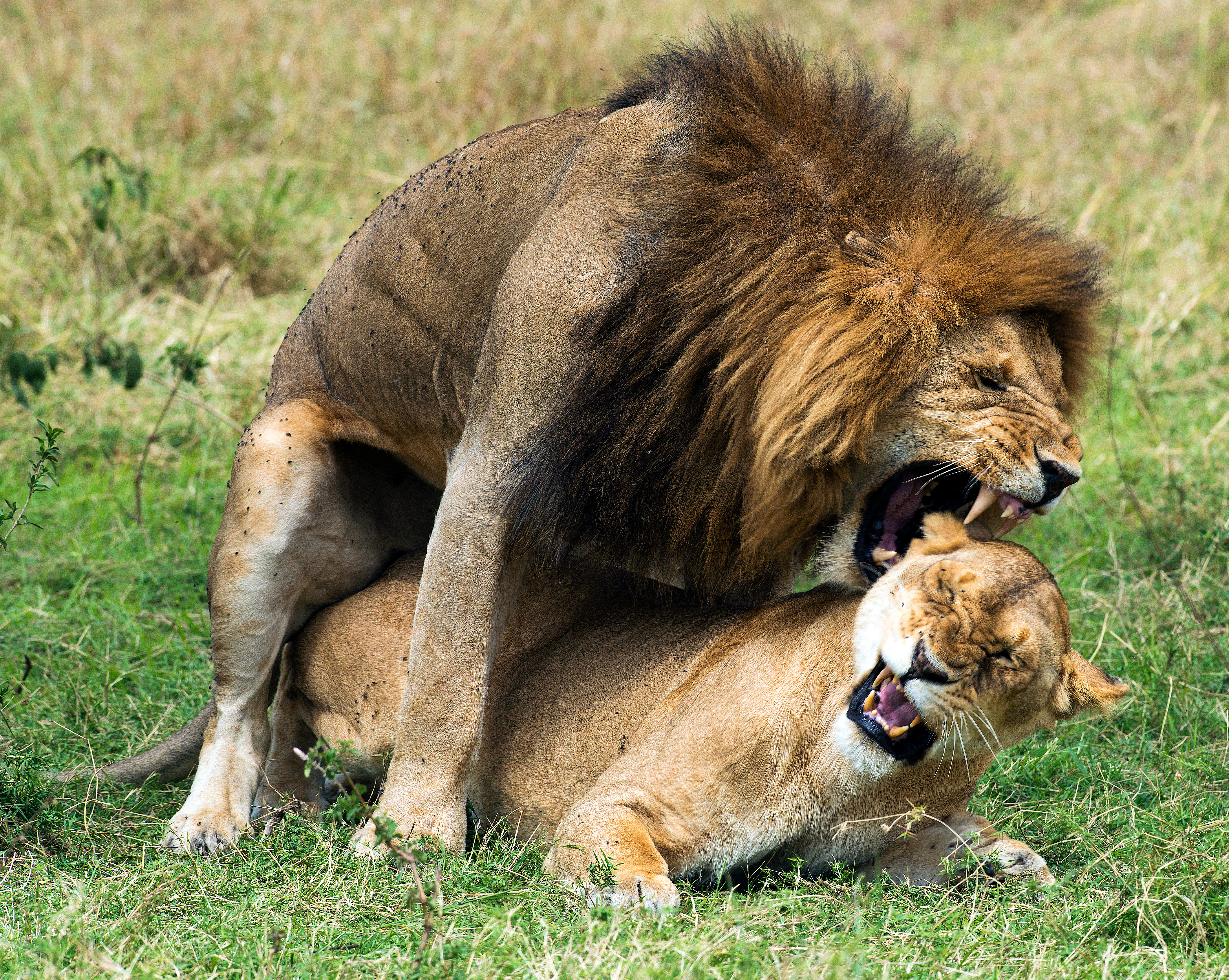
Leones copulando en Masái Mara.
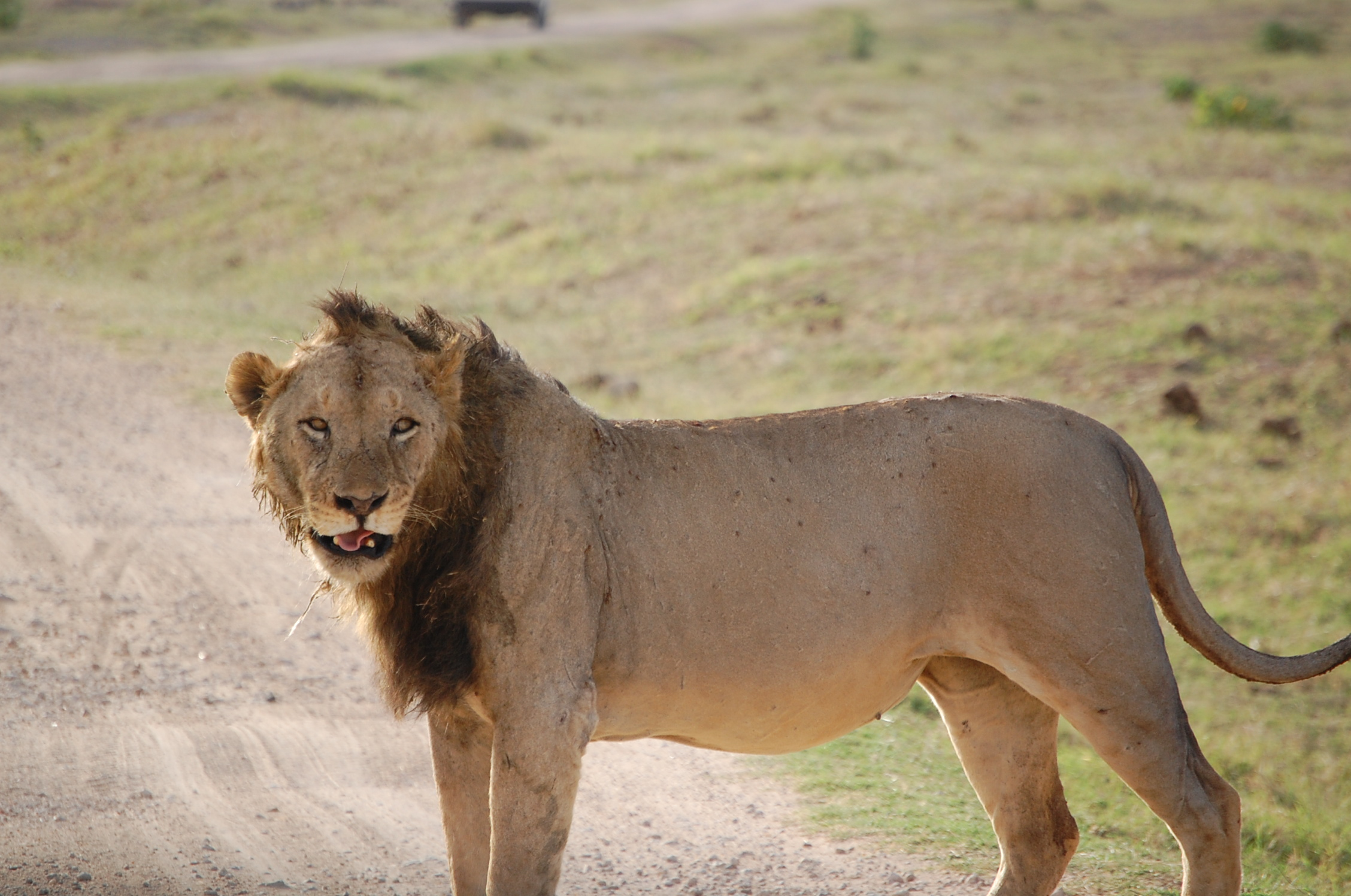
León macho en el Parque nacional de Amboseli.
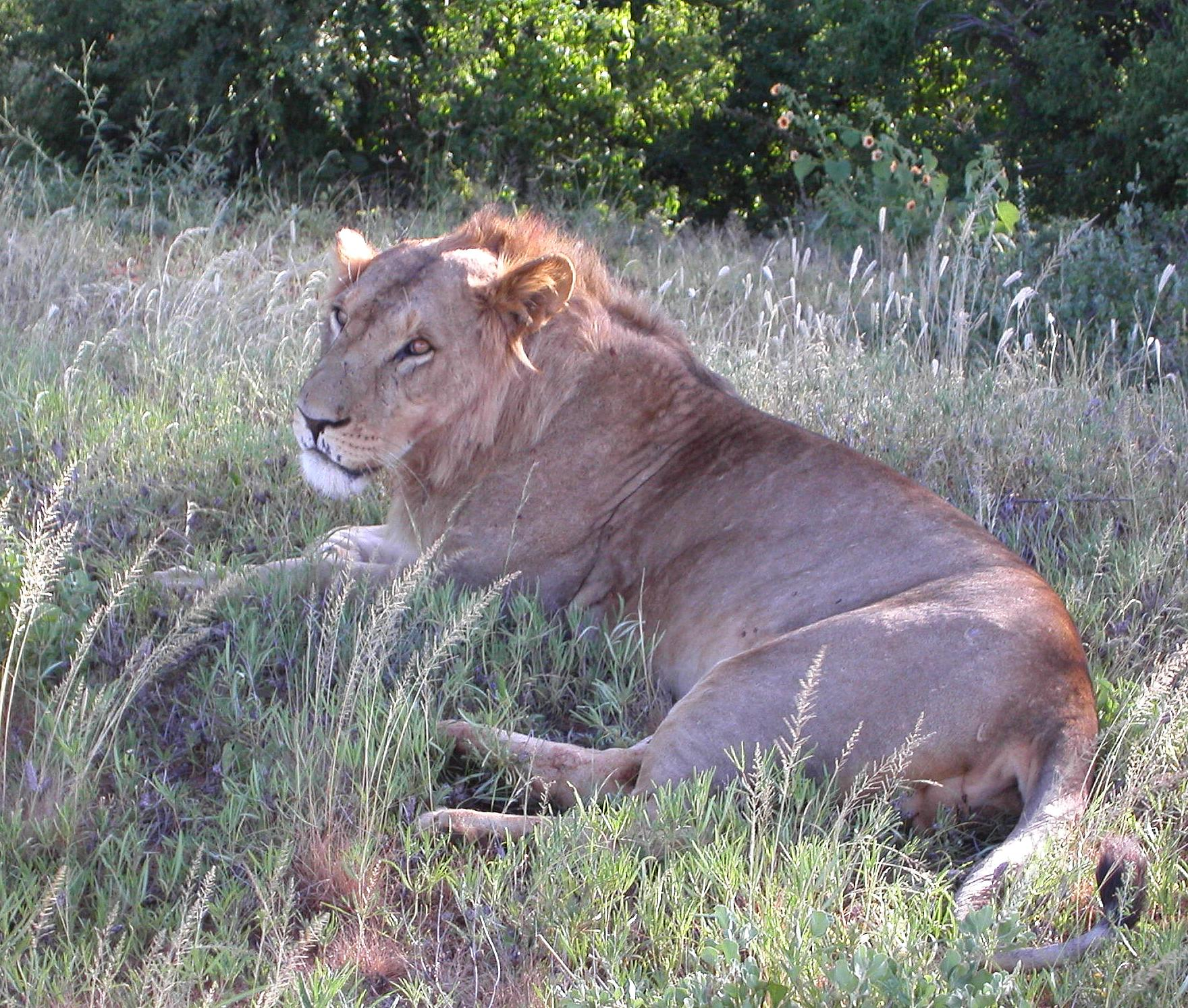
Ejemplar en la Reserva Nacional de Samburu, Kenia.
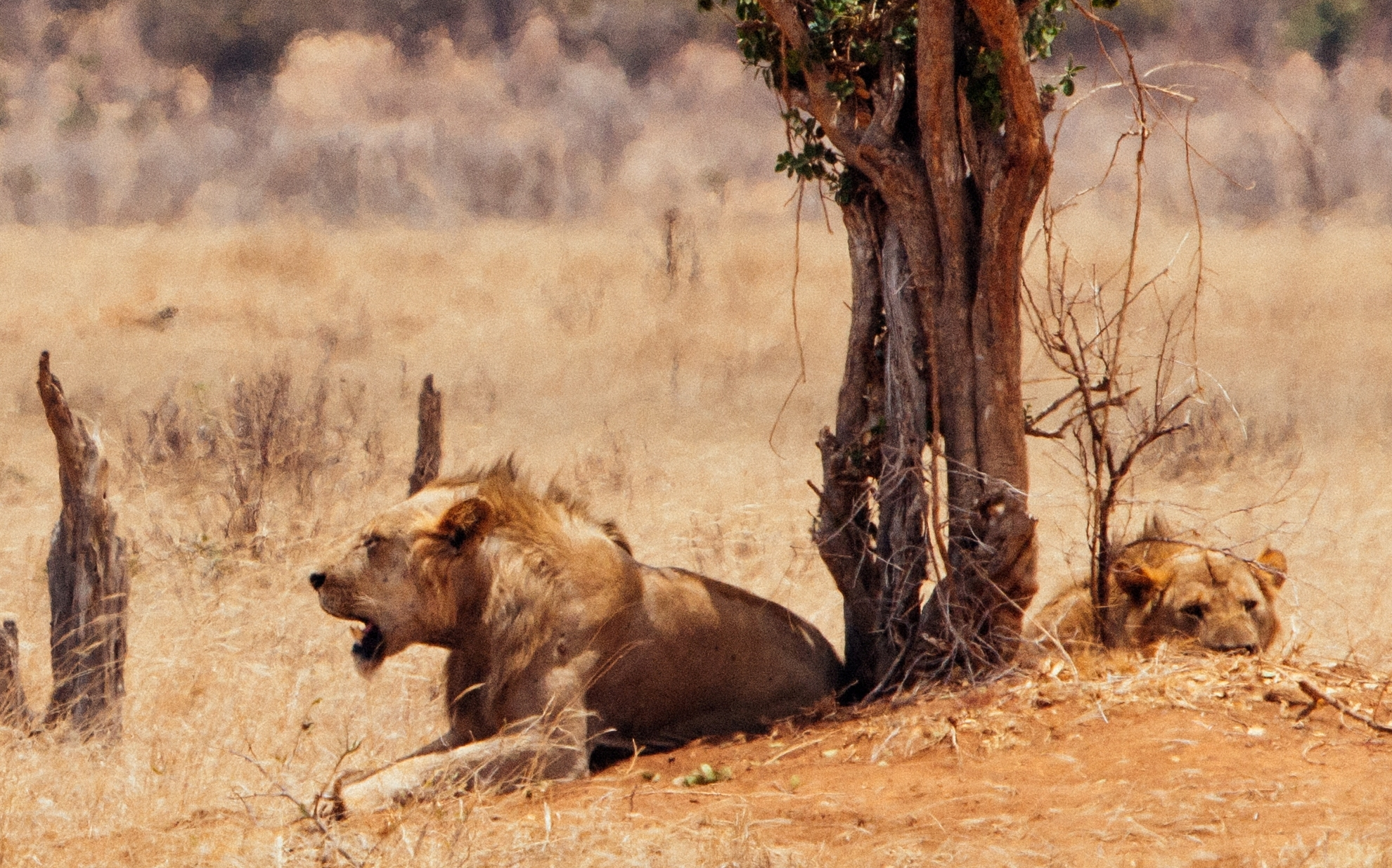
Leones macho con escasa melena en Tsavo, Kenia.
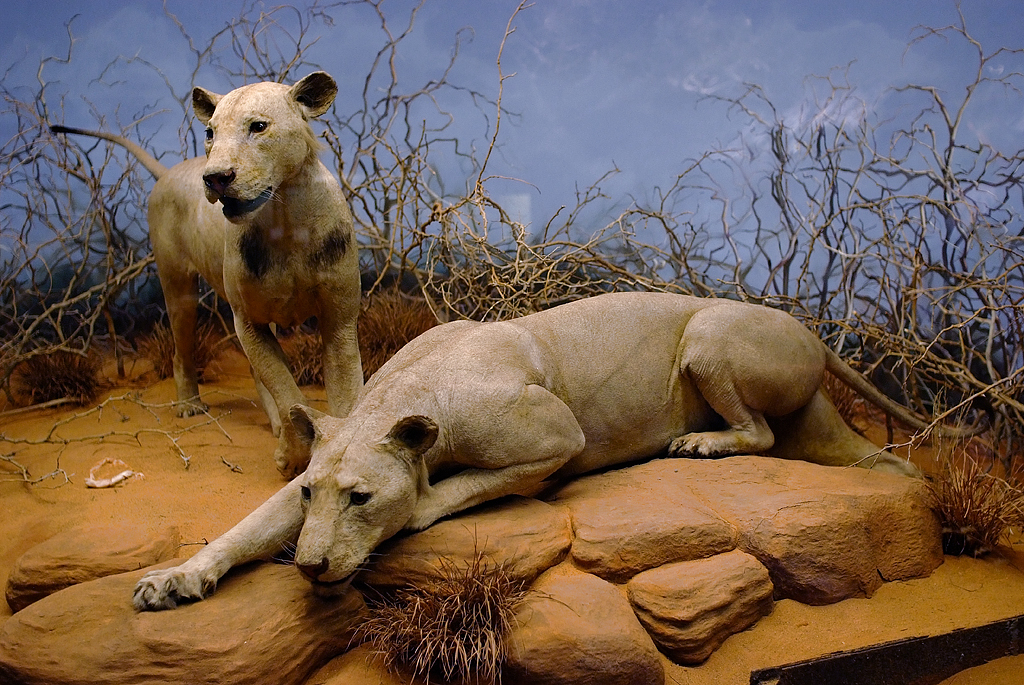
Los devoradores de hombres de Tsavo, disecados y expuestos en el Museo Field de Historia Natural en Chicago.
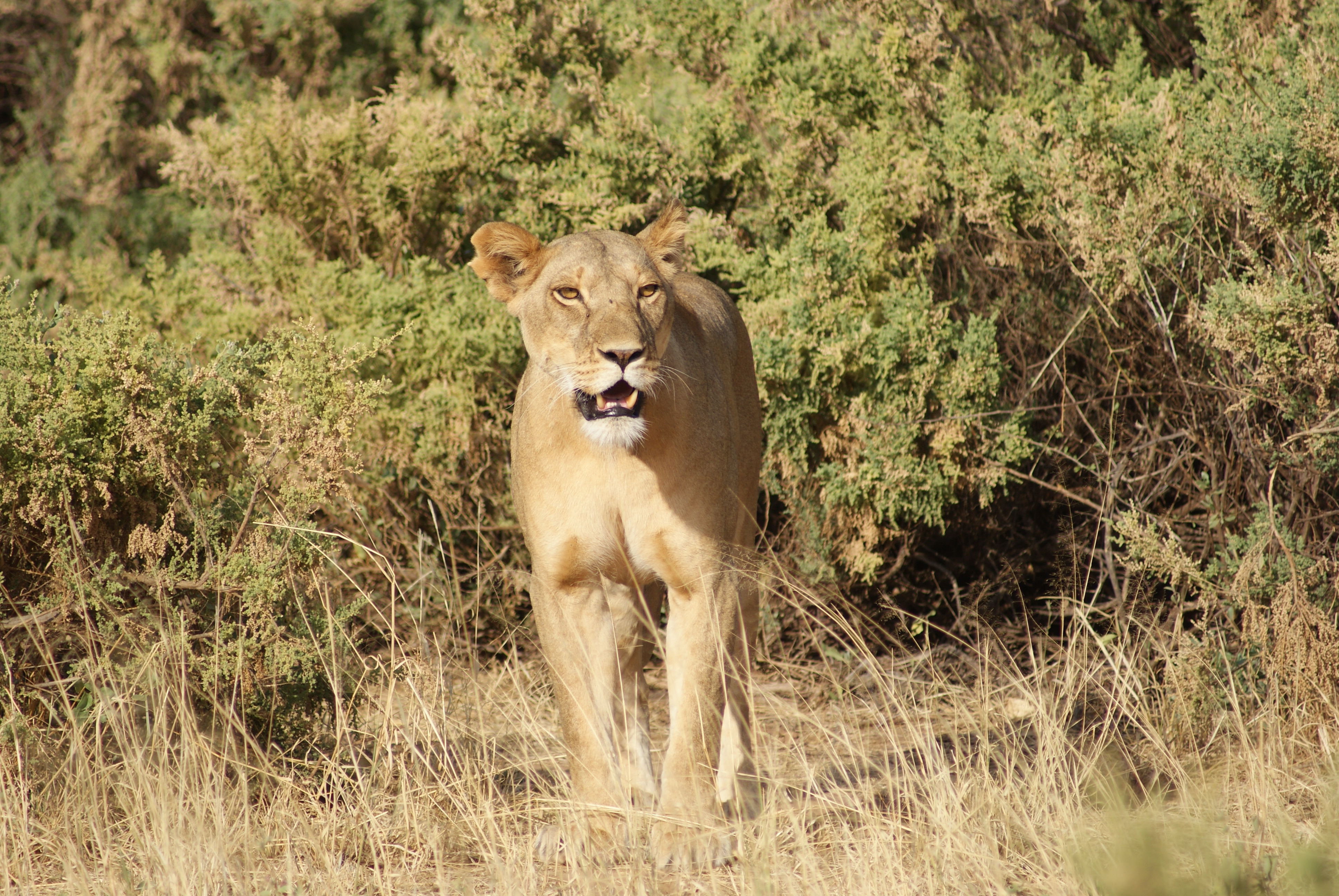
Leona en Samburu, Kenia.